# Orłowo Młyn
Orłowo Młyn (deutsch Orlaumühle) ist ein nicht mehr existenter Ort in der polnischen Woiwodschaft Ermland-Masuren. Seine Ortsstelle liegt im Gebiet der Gmina Nidzica (Stadt- und Landgemeinde Neidenburg) im Powiat Nidzicki (Kreis Neidenburg).
Die Ortsstelle von Orłowo Młyn liegt im Tal der Alle (polnisch Łyna) im Südwesten der Woiwodschaft Ermland-Masuren, elf Kilometer nördlich der Kreisstadt Nidzica (deutsch Neidenburg) und 750 Meter nordwestlich des Dorfes Orłowo (Orlau).
Orlaumühle bestand aus einer Wassermühle samt einem dazugehörigen Gehöft. 1874 wurde das Etablissement Orlaumühle in den Amtsbezirk Orlau (polnisch Orłowo) im ostpreußischen Kreis Neidenburg eingegliedert. Eine dem Mühlenbesitzer Freitag gehörende Besitzung in Orlau wurde am 12. April 1877 in den Gutsbezirk Orlaumühle einbezogen. Bereits um die Wende zum 20. Jahrhundert wurde Orlaumühle nach Orlau eingemeindet. Im Jahre 1905 verzeichnete der Wohnplatz neun Einwohner.
Nach der Überstellung des südlichen Ostpreußen an Polen erhielt Orlaumühle die polnische Namensform „Orłowo Młyn“. Ob der Ort in den Jahren nach 1945 noch besiedelt war, ist nicht belegt. Er findet dann jedoch keine Erwähnung mehr und scheint in Orłowo aufgegangen oder aber ganz aufgegeben worden zu sein. Die Ortsstelle liegt im Gebiet der jetzigen Gmina Nidzica (Stadt- und Landgemeinde Neidenburg) im Powiat Nidzicki (Kreis Neidenburg).
Bis 1945 war Orlaumühle wie die Muttergemeinde evangelischerseits zur Kirche Lahna in der Kirchenprovinz Ostpreußen der Kirche der Altpreußischen Union, katholischerseits zur Pfarrkirche Neidenburg im Bistum Ermland zugehörig.
Die Ortsstelle Orłowo Młyn liegt an einer Nebenstraße, die Orłowo (Orlau) mit Wólka Orłowska (Wolka, 1938 bis 1945 Großkarlshof) verbindet.